# Efekt vzácného nepřítele
Efekt vzácného nepřítele je etologický jev, kdy dvě teritoriální zvířata přestanou být vzájemně agresivní, jakmile dojde k jasnému vymezení hranic teritorií. 